# Prezzature delle opzioni
Per prezzature delle opzioni o option pricing si intende il processo attraverso cui si arriva a determinare il valore di un'opzione. Siccome questo valore dipende da un elevato numero di variabili oltre al prezzo dell'attività sottostante è molto difficile arrivare ad una valutazione precisa.
Ci sono molti metodi di valutazione, alcuni sono i seguenti:
- Formula di Black e Scholes
- Modello Binomiale di Cox-Ross-Rubinstein
- Metodo Datar-Mathews
- Modello di Monte Carlo
- Modello della Variabile Gamma

| Controllo di autorità | GND (DE) 4135346-8 |